# تیوله‌بایوو
تیوله‌بایوو (انگلیسی: Tyulebayevo) یک شهرک در شهرستان کوگارچینسکی جمهوری باشقیرستان در کشور روسیه است.